# La historia del dinero
La historia del dinero es un álbum de Mortadelo y Filemón publicado en 1980. La historieta, como otras muchas de los 80, fue escrita y dibujada por apócrifos. Así, el guion pertenecía a Jesús de Cos, un miembro fijo de la editorial Bruguera. Mientras que los dibujos, por su parte, fueron realizados por un equipo de apócrifos (formado, probablemente, por Martínez Osete y Blas Sanchís). Aunque el álbum fue muy aceptado en estos momentos, los críticos y muchos lectores, la consideran de baja calidad[cita requerida]. Si bien, sí destacó la portada, firmada por el propio Ibáñez.

## Trayectoria editorial
Bankunión (descendiente del Banco Urquijo, propiedad del grupo belga KBC Bank) publicó este álbum a raíz del enorme éxito que estaban causando los agentes de la T.I.A. por esos años, así como por una serie de iniciativas especiales dirigidas al Año Internacional del Niño (año que también fue conmemorado por la historieta larga ¡A por el niño!, publicada por Ibáñez un año antes). Se trata de un álbum en tapa dura, de buena encuadernación y papel (brillo).

## Sinopsis
Estamos ante un álbum nada habitual de Mortadelo y Filemón pues la historia se centra, como bien expresa en título del álbum, en la historia del dinero. En esta historieta, Mortadelo y Filemón cuentan a un personaje anónimo el origen del dinero y los acontecimientos más importantes de este bien económico en la historia de una manera didáctica, ayudados a veces por el "Súper" y por el profesor Bacterio y su máquina del cambiazo (llamada aquí "máquina del espacio-tiempo"). A lo largo del álbum se mantuvieron los gags típicos de los agentes, si bien un tanto suavizados.

## Reedición del álbum
La aceptación de este álbum causó que 2 años después, en 1982, se publicara una nueva edición, creada también por Bankunión, en asociación, esta vez, con el Banco Hispano Americano (ambos se fusionarían en 1984) con el lema Bruguera. La historia reapareció en dos páginas por número en un suplemento de tebeos del Periódico de Cataluña. Más tarde, en 1989, La Caixa consigue los derechos de la Historia del Dinero, publicándolo en tapa blanda, recuperando la historia e incluyendo 4 páginas más de las que habían originalmente y que incluían dibujos realizados por los apócrifos que tanta importancia tuvieron en los años 80 en las historietas de Mortadelo y Filemón, dibujando, escribiendo, entintando o acabando los dibujos (especialmente en los años 85 - 87, cuando Ibáñez perdió el derecho de sus personajes, pero también, en menor medida , en los años anteriores y posteriores de esa época). Además de estas páginas, se añadió una viñeta fuera de tono dibujada por Joaquín Cera (el autor de Pafman), desparecen algunas viñetas de la edición anterior, y se estiran dos para llenar. Estas páginas nuevas hablan de las cajas de ahorro, que fueron impuestas por la Caixa. Junto a la versión en español apareció otra en catalán. Al igual que ocurrió en las ediciones anteriores, lo mejor vuelve a ser la portada de Ibáñez, nueva para esta edición, y llena de detalles divertidos. Actualmente, no es difícil encontrar este cómic en las tiendas de tebeos, ya que se editaron unos cuantos ejemplares más a precio reducido.